# سیارک ۲۱۵۸۹
سیارک ۲۱۵۸۹ (به انگلیسی: 21589 Rafes، نامگذاری:1998SR162) بیست و یک هزار و پانصد و هشتاد و نهمین سیارک کشف شده‌است که در ۲۶ سپتامبر ۱۹۹۸ کشف شد.
قدر مطلق سیارک برابر ۲۶.۹ است.